# فرانك ويليام بولوك جونيور
فرانك ويليام بولوك جونيور (بالإنجليزية: Frank William Bullock Jr.)‏ هو محامي وقاضي أمريكي، ولد في 3 نوفمبر 1938 في أوكسفورد في الولايات المتحدة.